# Cieśnina

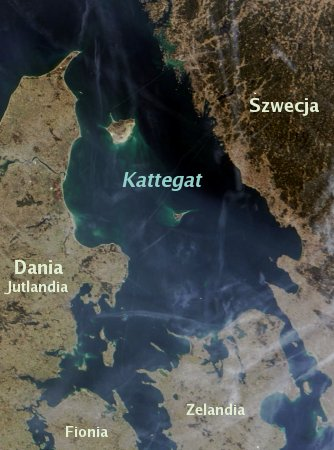
Cieśnina Kattegat (zdjęcie satelitarne)

Cieśnina – zwężenie obszaru wodnego, łączące dwa akweny (oceany, morza lub jeziora), a rozdzielające dwa obszary lądowe. Szeroką cieśninę morską, zwłaszcza oddzielającą wyspę od kontynentu określa się mianem kanału morskiego (np. La Manche), wąskie cieśniny są zaś czasem nazywane „przesmykami”. Obce statki mogą przekraczać wody cieśnin należące do państwa nadbrzeżnego na podstawie prawa niezakłóconego tranzytu.
Cieśniny można podzielić na trzy rodzaje ze względu na ich znaczenie:
- łączące morza i oceany
- oddzielające wyspy lub archipelagi od kontynentów
- oddzielające wyspy od archipelagów

W Polsce są m.in. cieśniny oddzielające Wolin od stałego lądu. Są to Dziwna i Głęboki Nurt oraz pomiędzy wyspą Wolin i Uznam cieśnina Świna.

## Ważniejsze cieśniny morskie
Ocean AtlantyckiBransfielda, Bosfor, Cabota, Dardanele, Davisa, Drake’a, Duńska, Cieśniny Duńskie (Skagerrak, Kattegat, Sund, Wielki Bełt, Mały Bełt), Florydzka, Franklina, Gibraltarska, Hudsona, Jukatańska, Kaletańska, Kanał Jamajski, La Manche, Kanał Północny, Kanał Świętego Jerzego, Karskie Wrota, Kerczeńska, Księcia Regenta, Księcia Walii, Łaptiewa, Magellana, Maltańska, Mesyńska, Otranto, Smoków, Sycylijska, św. Bonifacego, Wilkickiego, Wiatrów, Węża.
Ocean SpokojnyBeringa, Cooka, Cuszimska, Dampiera, Drake’a, Hajnańska, Koreańska, La Pérouse’a, Magellana, Makasar, Pohaj, Singapurska, Sundajska, Tatarska, Tajwańska, Torresa, Tsugaru.
Ocean IndyjskiBab al-Mandab, Bassa, Kanał Mozambicki, Malakka, Ormuz, Palk.
Ocean ArktycznyCieśnina Beringa, Cieśnina De Longa, Cieśnina Łaptiewa, Wilkickiego, Karskie Wrota, Hudsona, Cieśnina Matoczkin Szar, Cieśnina Jugorski Szar, Cieśnina McClure’a, Cieśnina Melville’a, Kanał McClintocka, Cieśnina Barrowa, Cieśnina Jonesa, Cieśnina Lancastera, Cieśnina Smitha, Cieśnina Dease, Cieśnina Foxe’a, Davisa, Duńska